# Waga torsyjna
Waga torsyjna – składa się ze spiralnie skręconej sprężyny S oraz ramion d1 i d2. Ramię  może obracać się wokół osi O, a d2 jest zakończeniem sprężyny. Gdy ciało ważone zawiesimy na ramieniu d1 odkształci się ono z położenia I do II i obróci również ramię d2 na tle skali.
Przesuwając odpowiednio to ramię w kierunku strzałki doprowadzimy ramię d1 do położenia I, powodując skręcenie sprężyny.
Na skali wycechowanej w gramach można od razu odczytać masę ciała ważonego P. Na wagach torsyjnych można ważyć ciała o masie rzędu 0,1 g – 1,5 g z dokładnością do dziesiątych części miligrama.